# Chrysopodes porterinus
Chrysopodes porterinus är en insektsart som först beskrevs av Navás 1910.  Chrysopodes porterinus ingår i släktet Chrysopodes och familjen guldögonsländor. Inga underarter finns listade i Catalogue of Life.